# 2020年塔阿尔火山喷发
2020年1月12日，菲律宾吕宋岛上的塔阿尔火山喷发。随后菲律宾火山地震研究所于当天发布四级警报，表示“有危险性的爆炸式喷发可能会持续几小时到数天。”主火山口潜水蒸气喷发造成的灰烬涌向马尼拉大都会卡拉巴松区及中央吕宋部分地区，政府宣布停工停课，航班停飞。

## 时序

塔阿尔火山潜水蒸气喷发时主火山口的动态图像，取自菲律宾火山地震研究所监测塔阿尔火山的網路監控攝影機画面。

2020年1月12日下午，塔阿尔火山43年来首次爆发。菲律宾火山地震研究所所长雷纳托·索罗登（Renato Solidum）表示，首次潜水蒸气喷发于菲律宾标准时间（UTC+8）下午1时许录得。当时火山岛上传出隆隆的响声。到下午2点30分，研究所于2点录得更猛烈的爆炸，将警戒级别提升到2级。3点多的爆发更加猛烈，火山灰烟柱高达100米，研究所于是在4点将警戒提升到3级。另外，索罗登确认侵入性岩浆造成火山于周日上午和下午潜水式爆发的原因。研究所下令八打雁省芭蕾、圣尼古拉斯和塔里赛及塔阿尔湖沿岸的城镇疏散民众。到晚上7点半，研究所将警戒提升到4级，当时火山活动加剧，连续性的喷发产生了一个高达10至15公里（6.2至9.3英里）的火山噴發碎屑蒸汽烟柱，频繁的火山闪电带来的降雨将潮湿的火山灰带向北方，远至奎松市和加洛坎市。內湖省和甲米地省也遭遇火山灰侵袭，马尼拉都会区和克拉克国际机场也受到影响。

从大雅台市观景台观测到的爆炸

1月13日，研究所报告火山于凌晨2点48分到4点28分斯特朗博利型火山喷发。凌晨3点20分出现熔岩喷泉。环境与自然资源部公布了受影响地区的空气质量指数，其中马尼拉都会区为严重级别，曼达卢永可吸入颗粒物（PM10）指数最高，为118、拉斯皮納斯市为108、達義市为104，不利于有呼吸问题的敏感人群的健康。仙范市和马拉翁是仅有两个PM10指数“优良”的城市，分别为22和28。指数中等或一般的城市有帕西格（55）、帕拉納克市（62）和马卡蒂（63）。

### 地震
截至1月15日，菲律宾国家减灾和管理委员会在塔阿尔地区共录得673起火山性地震，其中156起有感。其中最强的地震发生在八打雁省阿贡西略西北6公里处，一共在1月12日晚上11点56分、1月13日凌晨3点11分及凌晨6点35分发生，共三次，为里氏4.1级。按照菲律宾火山地震研究所地震烈度表，大雅台的地震为三级强度（普遍有感），马拉翁的为二级强度（轻微震颤）。1月13日晚上11点39分到次日凌晨5点50分，研究所在八打雁省城镇加拉卡、劳雷尔、莱梅里、馬塔阿斯那卡海、圣路易斯、塔尔和塔里赛及内湖省城镇阿方索录得共44起地震，其中塔尔的地震最强，为里氏3.6级，而大雅台的地震为三级强度（普遍有感）。塔里赛东北方7公里处凌晨2点5分发生3.9级地震，大雅台测得四级强度（摇晃），马拉邦和帕賽市为二级强度。
连串地震造成阿贡西略、莱梅里、圣尼古拉斯和塔里赛多个描笼涯，以及塔阿尔半径14公里内城镇出现裂缝。裂缝贯穿了连接阿贡西洛和劳雷尔的道路。1月15日，研究所报告塔阿尔火山岛的火山口湖有1900米宽，高于海平面4米，同时潘西皮特河因“岩浆向上运动引起地面变形”而部分流失，造成河水部分外流，而这与连环地震发生的过程相同。研究所还指出，塔尔湖的湖水向水下的裂缝排出。
到1月16日，欧洲卫星观测到主火山口的湖水几近干涸。

## 影响及各方回应

### 地方回应
1月13日，八打雁省委员会宣布该省进入紧急状态，下令疏散火山半径14公里范围内的所有居民。联合国人道主义事务协调厅发布情况通报，预计该省划定的危险地带内有45.93万人。菲律宾国家减灾和管理委员会的情况通报表示，约6,891户家庭共30,423人到118家疏散中心接受庇护。教育部表示，这些疏散中心由心包括八打雁省、甲米地省和拉古纳省的140多间学校组成。八打雁省和甲米地省七座直辖市及大城市停电，逾2.4万人受影响。卡拉巴松塔利莎-大雅台路（Talisay-Tagaytay Road）因配合居民疏散被临时关闭，而大量的火山灰也使得圣罗莎–大雅台路的能见度近乎降至零。菲律宾社会福利与发展部宣布向疏散中心分发的5,000份家庭食物包及睡袋正在途中。1月15日，甲米地省省长乔恩维克·雷姆拉宣布该省进入紧急状态。
菲律賓总统罗德里戈·杜特尔特火山喷发时身在达沃市，他下令执行秘书萨尔瓦多·梅迪亚尔德宣布卡拉巴松、中央吕宋和马尼拉大都会学校全部停课，公职人员放假。1月14日，杜特尔特探望八打雁市的受灾居民，承诺调拨1.3亿披索（约合260万美元）的省财政款项援助受灾居民。他也批准国防部长德尔芬·洛伦扎纳的提议，禁止个人前往或驻扎在塔阿尔，宣布该岛为“无人区”，在八打雁市的受灾民众发表谈话时，杜特尔特总统还敦促在他执政期间在灾难多发地区“同时”建造更多的疏散中心。与此同时，副总统莱妮·罗布雷多前往八打雁省圣特雷西塔、圣何塞和圣托马斯三市下辖的城镇探访，协助食品包和口罩的派发。罗布雷多强调，除了食物和水，当地的食品、厕所、洗漱用品和睡垫也奇缺，还要求当地官员准备货损清单。
菲律宾参议院呼吁政府部门采用更多行动协助灾民。乔尔·维利亚努耶瓦（Joel Villanueva）呼吁劳工和就业部向灾区的私人机构发布指南，执导他们依照员工的健康和安全状况决定是否继续上班。维利亚努耶瓦也呼吁员工和指定的安全职员评估安全场所的安全状况。艾米·马科斯敦促卫生部和巴兰加健康志愿者组织优先为灾民提供临床审核，方便他们尽快获得医疗服务。弗朗西斯·彭吉利南敦促农业部提供长期的资金援助，倡议为受灾农民和农场主建立替代谋生计划。他也呼吁为灾民的宠物设置隔火层，救援灾区的流氓动物。南希·比奈和里萨·洪蒂佛罗斯呼吁卫生部和社会福利与发展部在救援物资中纳入指定抵挡火山灰的N95口罩及其他防护设备。1月16日，甲米地省参议员邦·雷维利亚到所在省份的多个城镇参加赈灾物资的派发，当地正处于紧急状态。部分参议员提出了其他应对爆发的措施。参议院主席铁托·索托提议利用人工降雨清理尘埃和碎屑。不过，菲律宾火山及地震研究所和菲律賓大氣地球物理和天文服務管理局否决了这个提议，表示人工降雨可能造成酸雨和火山泥流。温·加特加利安敦促菲律宾国会通过向国家现有的灾难预算在增加100亿比索（1.964亿美元），指爆发造成的经济损失至少有350亿比索（6.879亿美元）。
在菲律宾众议院，议长艾伦·彼得·卡耶塔诺（佩特罗斯-塔吉格选区）执导莱特省第4区议员、众议院灾难管理委员会主席露西·托雷斯·戈麦斯会同其他有关委员会、政府就够和城市规划专家为灾区成立短期和长期的综合重建计划。莱特省第4区议员小埃尔皮迪奥·巴扎加向众议院递交第643号决议，下令众议院调查火山地震研究所漏报火山爆发预告的事宜。他表示，研究所自2019年3月起对塔阿尔火山发布了一级警报（指“火山活动略有增加”），却没有正确地将这一消息传达给公众。该决议还要求监视已被研究所列为“永久危险区”的塔阿尔岛是否有永久定居点的问题。众议院多数党领袖马丁·罗穆尔兹（莱特省第1区）则为实验室辩护，表示准确预报火山爆发有难度。他补充，众议院已经向实验室拨款2.214亿比索（430万美元），改革“该国的火山爆发检测和预警程序”。
参议员格蕾丝·波因和阿尔拜省第2区议员乔伊·萨尔塞达敦促国会立即通过防灾部门法案，建立负责灾害管理的部门防灾与应急管理部。波因表示，防灾与应急管理部会把国家减灾与管理委员会纳入其组织架构，并增设灾害防御、灾害准备与相应及知识管理和传播三个新局处。萨尔塞达批评，在政府目前的灾难动员响应体系下，跨部门协调耗时费力，强调设立防灾部可以“统一不同的职能”，解决这些问题，保障赈灾物资和救援人员的效率 。
马尼拉大都会发展委员会、菲律宾空军、菲律宾海军的人员受指派前往灾区协助受害者。其他几个省份也向灾民提供人道主义援助。邦板牙省政府也派发救援物资，共有8500份食品袋，另有多支医疗队、社工队和搜救队前往当地。此外，马尼拉大都会多个城市也提供了各种物资，包括洗护用品、食品包、N95口罩等实物捐赠。其他地方政府亦纷纷伸出援手，其中季里諾省和布拉干省政府捐赠食品包和医疗用品。同时，本格特省的农民和商人向塔阿尔受害者捐赠蔬菜。
流行歌手莎拉·杰罗尼莫的粉丝们于1月18日在马尼拉的黎剎公園举行慈善公众活动。参加者们进行了歌曲《Tala》舞蹈挑战的快闪表演。活动获得收益将交由菲律宾红十字会捐给喷发受害者。

### 外国回应
中国人民武装警察部队海警总队向菲律賓海巡署转交600份N95口罩、食物袋及其他援助物资，捐赠给八打雁的撤离群众。中華人民共和国驻菲律宾大使馆向塔阿尔火山灾区救援人员捐赠4,000個防尘口罩，大使黄溪连在官邸向菲律宾公共工程与公路部部长马克·维拉移交物资，经他转交给塔尔火山灾区从事救援的一线工作人员。
美国国际开发署及下辖的火山灾害援助计划经美国驻菲律宾大使馆捐赠了热成像仪和远程技术支持，协助菲律宾政府监控塔阿尔火山活动。韩国还通过菲律宾红十字会认捐了20万美元的人道主义援助。新加坡红十字会向菲律宾的同行转赠价值67000新加坡元的人道主义救援物资 。阿联酋红新月会还派代表团前往菲律宾，协助救援工作。
事发期间到访马尼拉的美国喜剧演员戴夫·查普尔通过拉奥马尔外联基金会向灾民捐赠1亿披索（约合197万美元）。
歐洲聯盟透過其大型應急管道向菲律賓政府捐贈4200萬披索，同時提供人道救援，包括搭建緊急避難所、兒童保護服務和基本生活用品等。

### 经济影响

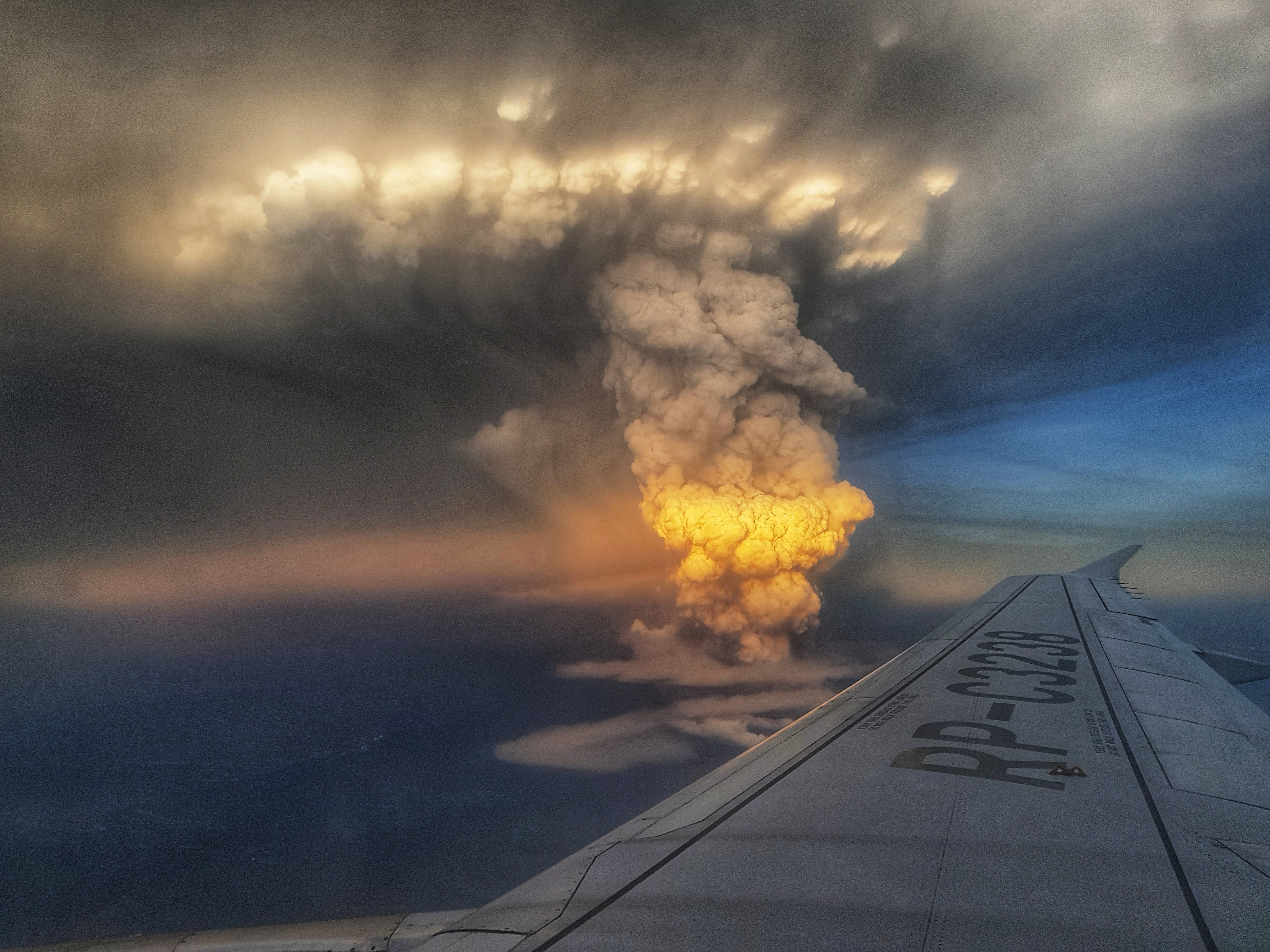
从飞机上俯瞰喷发中的火山

事发后，N95口罩的需求大幅增长，部分店铺趁机将平日25到40披索（约合0.49至0.79美元）一个的价格提升到200披索（约合3.95美元）。菲律宾贸易与工业部派遣工作组到当地监测价格动向，警告商家要拒绝涨价。经过工作组的检查，副贸易部长露丝·卡斯特洛（Ruth Castelo）表示部分医疗机构售卖假冒伪劣的N95口罩，这些口罩非医疗级，戴上可能吸入大量的外部空气微粒。鉴于消费者投诉和突击检查的结果，贸易部向马尼拉班邦被抽查的17家店铺中的2家发出违规告示，表示会依照《消费者法》对这些商家进行行政和刑事诉讼。马尼拉市长伊斯科·莫雷诺扬言会撤销抬高口罩价格的医疗用品公司的许可证。大型连锁药店水星药业承诺补足口罩的供应稳定价格，表示不会囤货。菲律宾卫生部对口罩等医疗用品实行价格控制，保护消费者免受暴利和囤货的影响。卫生部特别要求N95口罩的定价要在45到105披索（约合0.89到2.07美元）之间。由于口罩的供应量不足，代理卫生部长法兰西娅·拉萨马娜（Ma. Francia Laxamana）表示民众可用胸罩、内裤、尿布、衬衣等衣物临时代替口罩。
1月13日，菲律宾证券交易所停止交易。
1月14日，农业部报告指，因火山爆发造成的农作物损失达5.7759亿美元（11,420,479美元），受灾面积达27.22平方公里，其中包括1,967头动物和15033吨（15,033,000公斤）的鱼。菲律宾作物保险公司（Philippine Crop Insurance Corporation）向八打雁约1200位农民和渔民提供赔偿，他们获得由卡梅尔乡村银行（Mount Carmel Rural Bank）提供的零息生存和重建贷款担保，每位2.5万披索（494.13美元），为期三年。农业部计划分发价值2170万比索（429,066美元）的作物和牲畜干预材料和机器，包括植物工业局向八打雁省17个地方政府部门提供的5000份咖啡母苗和1000份可可豆种子。此外，动物产业局部署了一个单位，负责救援和撤离受喷发影响的动物。
甲米地省比尼扬的一家砖厂利用塔阿尔喷出的灰制作空心砖和砖。该厂将灰、沙、水泥和塑料废物混合，每天生产约5000块砖，用来重建灾区受损的房屋。比尼扬市长阿尔曼·迪玛吉拉（Arman Dimaguila）正式下令当地市民将搜集的灰烬送到当地的砖厂。
Smart和环球电信向灾民提供免费电话、上网及充电服务。特许用水公司马尼拉水务与八打雁省减灾管理办公室合作，派出了一支由30艘油轮组成的船队，前往八打雁的各个疏散中心。公司还提供首批2000瓶的5加仑的瓶装水。该国领先的配电公司马尼拉在内湖省各大疏散中心组建了太阳能移动供电站。
菲律宾邮政1月16日宣布暂停塔阿尔火山“危险区”内城镇的邮件收发工作。

### 健康
卫生部建议民众留在室内，减少外出，同时不要购买食用产自塔阿尔湖的罗非鱼及小沙丁鱼等淡水鱼，表示这些鱼可能含有硫。农业部长威廉·达尔澄清，沾有火山灰的瓜果蔬菜，包括八打雁省和內湖省当地种植的大果咖啡经彻底清洁后可食用。

### 空中交通

美国国家航空航天局制作的塔阿尔火山烟柱飘散情况动画，由日本气象厅向日葵8号卫星摄于2020年1月12日到13日。此次喷发造成多架往返吕宋岛的航班取消。

2020年1月12日，马尼拉国际机场管理局暂停尼诺伊·阿基诺国际机场所有进出港航班。管理局表示至少有516架航班停飞，影响8万名旅客。1月13日，机场部分恢复运营，但许多航班仍然取消或延误，原计划前往该机场的航班改飞往安赫勒斯克拉克国际机场、麦克坦-宿务国际机场、日本东京国际机场、香港國際機場及关岛安東尼奧·汪帕特國際機場 。到1月14日，有604架航班取消。菲律宾民用航空局接到火山灰飘散到当地的报告，建议吕宋国际尊贵航空开发公司暂停克拉克国际机场的航班。1月13日，只有10架航班取消，另有9架延期。1月14日，麦克坦-宿务国际机场仅取消了25架去往阿基诺国际机场的航班及1架国际航班，但是该机场必须接待原本前往阿基诺国际机场改道至此的五架国际航班。机场运营方GMR –兆丰宿务机场公司要求所有改道航班视机坪空置情况，依照“先到先得”的原则进港。除了预定酒店，改乘航班的旅客还获派发小食品包。机场为旅客提供了机场至城内酒店间的免费大把服务。机场航站楼的零售店和食品特许经营店立即补货，并于1月12日到14日为旅客提供折扣。

### 体育运动
菲律宾大学运动协会和菲律宾全国大学生体育协会原定于1月13日在马尼拉都会区举行的多场比赛，大学运动协会取消少年篮球和足球比赛，体育协会取消排球比赛。塞列斯尼格羅斯足球會和尚联足球俱乐部原定1月14日在黎剎紀念體育場举行的亚足联冠军联赛因应火山灰影响，与比赛前一天取消，不过赛事工作人员决定继续进行比赛。